# Sydney Olympic Football Club
Il Sydney Olympic Football Club è una squadra di calcio di Sydney, Australia, nota negli anni anche come Pan-Hellenic, UTS Olympic e Olympic Sharks.
Dal 2025, il club parteciperà alla National Second Division, la nuova seconda serie calcistica australiana.

## Palmarès

### Competizioni nazionali
- NSL: 2

1989-1990, 2001-2002
- National Soccer League finalista 3 volte
- National Soccer League Minor Premiers 2002-2003
- National Soccer League Cup vincitori nel 1983, 1985
- New South Wales Super League (Premier League) campioni nel 1980

### Titoli individuali
NSL Player of the Year Awawrd
- 1982 - Peter Katholos

NSL Top Goalscorer Award
- 1991-1992 - Tim Bredbury
- 1998-1999 - Pablo Cardozo

NSL Under 21 Player of the Year Award
- 1997-1998 - Brett Emerton